# Anna Lasota
Anna Lasota (ur. 1983 w Piotrkowie Trybunalskim) – polska śpiewaczka operowa i musicalowa, sopranistka. Absolwentka wokalistyki klasycznej na Akademii Muzycznej im. Feliksa Nowowiejskiego w Bydgoszczy.

## Życiorys
Studiowała na Akademii Muzycznej w Bydgoszczy (tryb sześcioletni). Dyplom z wyróżnieniem uzyskała w 2008 na wydziale wokalno-aktorskim w klasie śpiewu solowego prof. Magdaleny Krzyńskiej. Będąc na szóstym roku debiutowała w spektaklach Teatru Muzycznego w Poznaniu. Ukończyła mistrzowskie kursy wokalne m.in. u Teresy Żylis-Gary i Ryszarda Karczykowskiego, a także kurs interpretacji słowa w pieśni francuskiej. Jej pierwsze role to Adela w Zemście nietoperza i Christine w musicalu Phantom. Od 2008 jest wokalistką Teatru Muzycznego w Poznaniu, a od września 2011 współpracuje z Barokową Orkiestrą Accademia dell’Arcadia z Poznania.

## Nagrody
Otrzymała m.in. następujące nagrody:
- wyróżnienie na Ogólnopolskim Konkursie Złote głosy Mazowsza,
- nagroda Związku Artystów Scen Polskich oraz Fundacji Pro-Arte podczas Festiwalu Wokalnego Bel Canto w Nałęczowie,
- wyróżnienie w plebiscycie poznańskiej publiczności Biały Bez w kategorii Śpiewaczka/Śpiewak (2011),
- statuetka FLISS 2012 od Stowarzyszenia Miłośników Kultury i Sztuki (2012)[2],
- Teatralna Nagroda Muzyczna im. Jana Kiepury dla najlepszej wokalistki musicalowej (2016)[4],
- Medal Młodej Sztuki w kategorii Teatr (2019)[3].